# TS Jahn München
Die Turnerschaft Jahn München von 1887 e. V. (TS Jahn) bietet ein umfangreiches Sportangebot in Leistungs- und Breitensportarten. Folgende Abteilungen sind an der Weltenburger Straße 53 im Münchner Osten ansässig: Basketball, Beachvolleyball, Budo, Gymnastik/Fitness, Handball, Lauftreff, Leichtathletik, Rhythmische Sportgymnastik, Tanzen, Tennis, Tischtennis, Turnen und Volleyball.

## Geschichte

Turnhalle an der Widenmayerstraße um 1911

Die Turnerschaft Jahn München von 1887 besteht in der heutigen Form seit dem 8. Oktober 1947 durch Zusammenschluss der beiden Münchener Traditionsvereine, der Turnerschaft München von 1887 und dem TSV Jahn München von 1900 (welcher als Turnverein St. Anna gegründet wurde).
Beide Vereine verfügten ursprünglich über stattliche Gebäude und Hallen im Stadtteil Schwabing in der Nordendstraße und im Lehel an der Widenmayerstraße. Dazu auch noch große Sport-Freianlagen in Freimann und in Haar bei München. Durch Bombenangriffe wurden die Gebäude beider Anlagen 1944 zerstört und konnten nicht mehr genutzt werden. Um wieder den Sport- und Turnbetrieb aufnehmen zu können, wählten die Mitglieder den Zusammenschluss der beiden Ursprungsvereine als die Lösung für einen schnellen Wiederaufbau einer neuen Vereinsanlage. Mit großer Eigenleistung wurden an der Widenmayerstraße wieder eine kleine Gymnastikhalle und eine große Sporthalle geschaffen.
Da für das Gelände an der Widenmayerstraße nur ein befristetes Erbbaurecht bestand, musste ein neues Baugelände gesucht werden. Nach der Überwindung vieler Hürden konnte die Stadt 1967 das Gelände an der Weltenburger Straße im Erbbaurecht dem Verein für die erforderlichen Baumaßnahmen zukommen lassen. Die Eröffnung der neuen Sportanlagen erfolgte im Januar 1971. Seit diesem Zeitpunkt bildet die Weltenburger Straße 53 das Hauptdomizil für die TS Jahn. Die beiden weiteren Anlagen in Freimann und Haar werden von dort mit verwaltet.
Die sportlichen Erfolge von Mitgliedern und Mannschaften des Vereins sind umfangreich: Neben olympischen Medaillen und deutschen Meisterschaften wurden viele Erfolge auf regionaler Ebene erzielt. Eine umfangreiche Zusammenfassung dazu sowie ein ausführlicher Bericht zur Geschichte des Vereins ist in der Chronik 125 Jahre Vereinsgeschichte historisch und menschlich betrachtet enthalten, die im Jahr 2012 erschienen ist.

## Gegenwart

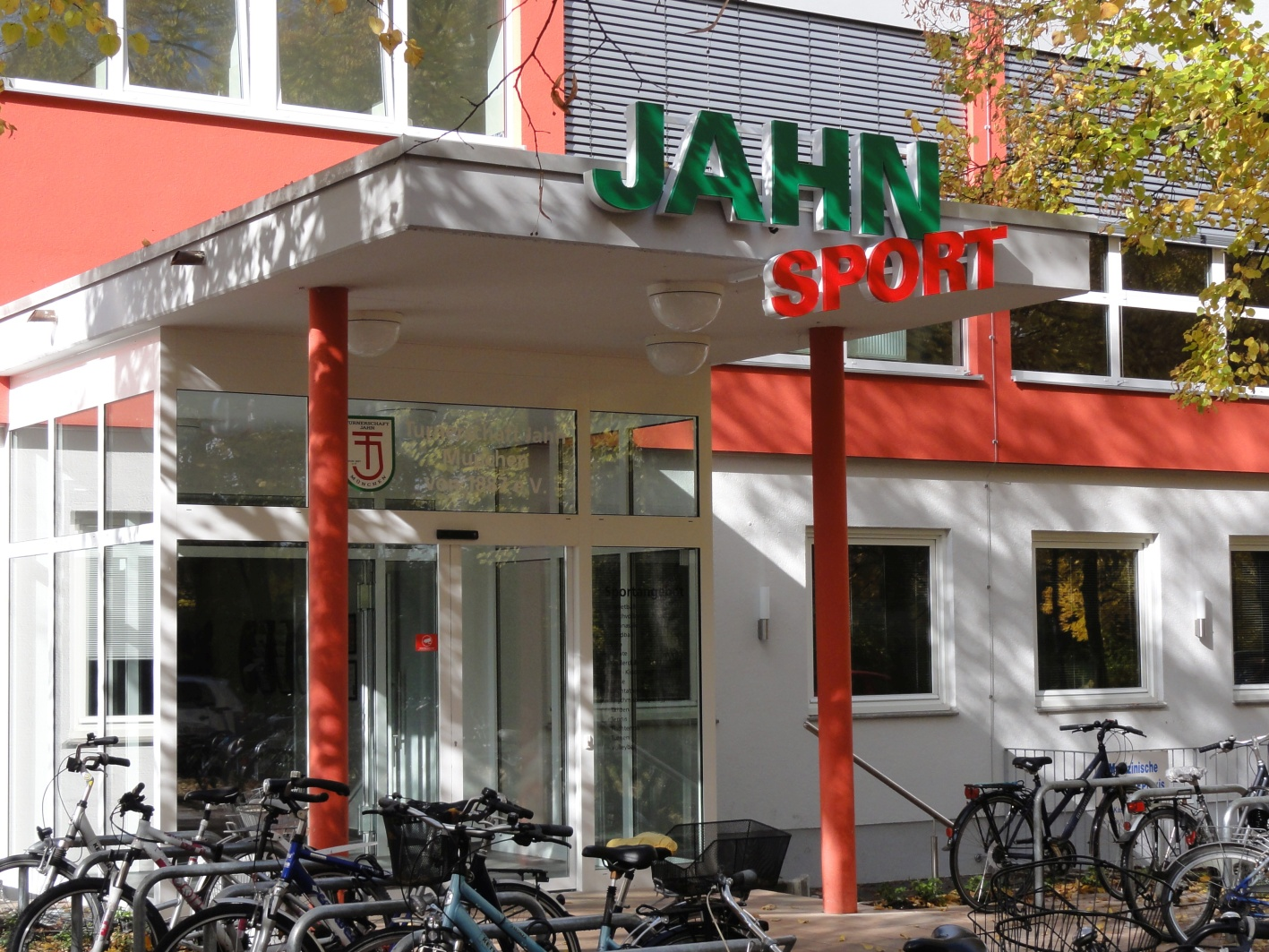
TS Jahn Haupteingang, Weltenburger Straße 53. Zugang zur Geschäftsstelle und den Sporthallen

Die TS Jahn München ist mittlerweile einer der größten Sportvereine in München. Neben den Sportanlagen in Haar, Jahnstraße 2 (Öffentliche Gaststätte; 5 Tennisplätze und ein Beachvolleyballplatz werden vom PSV Haar genutzt) und Freimann, Freisinger Landstraße 60 (3 Tennisplätze, große Golfzielanlage und eine Gaststätte) bildet die Anlage in der Weltenburger Straße 53 in Bogenhausen den Schwerpunkt für die sportlichen Aktivitäten. Den Mitgliedern stehen folgende Anlagen zur Verfügung: Zwei Sporthallen, Mehrzweckhalle, Fitnesscenter, Sauna, Budoraum, Reharaum, Beachvolleyballfelder, Leichtathletikanlage, elf Sandtennisplätze, Umkleiden und Sanitäranlagen, Öffentliche Gaststätte und ein großer Parkplatz.
Angeboten werden folgende Sportarten: Basketball, Budo, Gymnastik, Handball, Leichtathletik, Rhythmische Sportgymnastik, Reha-/Gesundheits-Sport, Tanzen inkl. ZUMBA, Tennis, Tischtennis, Turnen und Volleyball.
Auch jedes Alter wird sportlich bedient: vom Kinderclub und der Kindersportschule (KISS) über Angebote für Jugendliche und Erwachsene bis hin zur Seniorengymnastik finden alle Altersklassen Möglichkeiten sich körperlich fit zu halten. Hervorzuheben ist dabei das neue Fitnesscenter, das mit modernsten Fitnessgeräten ausgestattet ist.

## Abteilungen und Sportangebote

### Basketball

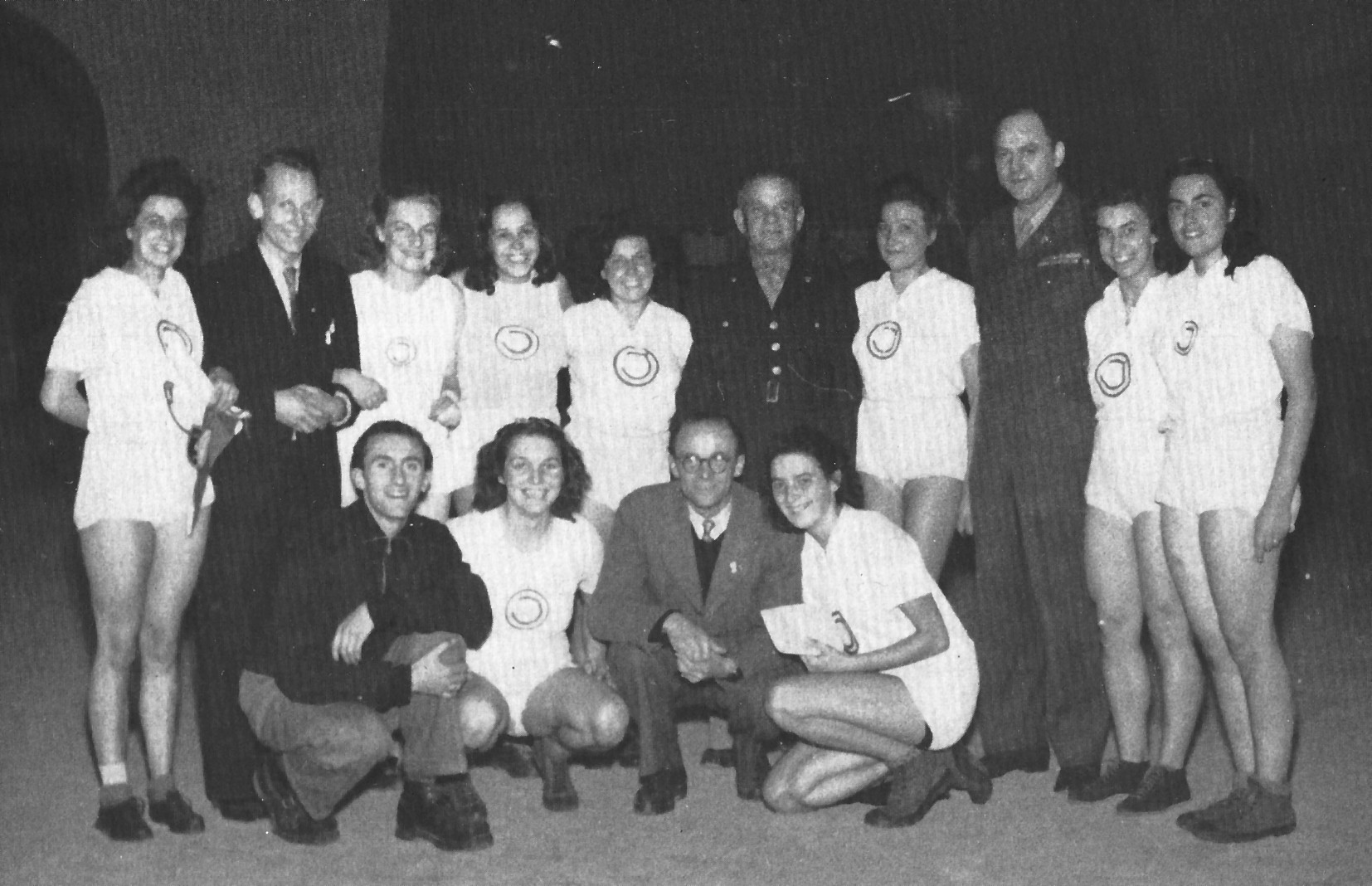
Meistermannschaft von 1947

Die TS Jahn München bzw. deren Vorläuferverein TSV Jahn gehört zu den Pionieren des deutschen Basketballs. 1937 gründete Arno Sollmann, ein Vorkriegsnationalspieler, die Basketballabteilung im Verein. 1938 erster Münchner Meister, belegten die Herren bei der ersten deutschen Meisterschaft 1939 als Bayerischer Gaumeister Platz vier. Nach kriegsbedingter Pause waren es jedoch die Damen, die die ersten beiden deutschen Meisterschaften im Frauenbasketball 1947 und 1948, außerdem noch 1950 und 1951 gewannen. Dasselbe gelang 1953 dem U20-Nachwuchs. Danach spielte der Verein über lange Jahre keine Rolle im nationalen Basketballgeschehen, die Herren spielten in den 80ern etliche Jahre in der Regionalliga, damals die dritthöchste Klasse. 1980 stiegen die Damen in die damals zweigleisige erste Liga auf und erreichten in der gleichen Saison das Halbfinale um die deutsche Meisterschaft. Nachdem aber die Qualifikation für die neu geschaffene einteilige Bundesliga 1982 nicht geschafft wurde, zerfiel die Mannschaft und nach mehreren Abstiegen löste sie sich 1989 sogar auf. Denselben Weg nahm die Herrenmannschaft, um die Jahrtausendwende lag Basketball im Jahn darnieder, nur einzelne Jungenmannschaften (am Leben gehalten von Bernhard Knull und Stefan Steiner) und ein Seniorenteam blieben im Spielbetrieb. In der ersten Dekade des neuen Jahrhunderts wurde die Abteilung neu belebt durch Intensivierung der Jugendarbeit aufgrund der Initiative von Armin Sperber zuerst im weiblichen (mit vier Final-Four-Teilnahmen) und dann von Niko Heinrichs im männlichen Bereich mit dem Erfolg, dass aus der Jugendarbeit einige Jugendnationalspieler hervorgegangen sind und der Verein inzwischen (Stand 2014) die mitgliederstärkste Jugendabteilung in Bayern hat.
Seit der Saison 2011/12 spielt die erste Damenmannschaft nach Übernahme der Lizenz vom SV Germering in der 2. Liga Süd (bekannteste Spielerin ist die Altnationalspielerin Magdalena von Geyr), die zweite Mannschaft seit 2009 in der Regionalliga. Im Nachwuchsbereich nehmen alle Jahrgänge in den jeweils höchsten Ligen ihrer Altersklasse teil. Die weibliche Jugend ist dauerhaftes Mitglied der WNBL seit 2010, die männliche Jugend ist seit 2014 in der JBBL vertreten.
Detaillierte Informationen zu Spielbetrieb und Spielplänen der mehr als 20 Mannschaften gibt es auf der Jahn-Basketball Website.

### Budo
Die Budoabteilung der TS Jahn München entstand 1976. Erste Trainer waren Thomas Benesch (Shōtōkan-Karate), Hiromichi Nagano (Aikido) und Harunobu Matsuba (Judo, Karate). Die Karate-Gruppe wurde von den Trainern Isolde Betz und Wolfgang Spielvogel weitergeführt, später von Nicolai Mladenoff übernommen. Nach dem Weggang von. H. Nagano ist Aikido weggefallen, Judo wurde bis 2014 von H. Matsuba unterrichtet. Aus der Judogruppe sind in den Jahren etliche erfolgreiche Judoka hervorgegangen, die Abteilung organisierte immer wieder große Lehrgänge und Trainings-Freizeiten.
Heute bietet die Budoabteilung folgende Kampfsportstile an: Judo (Trainer Carlos Aristizabal, 1. Dan), Okinawa-Gōjū-Ryū-Karate (Trainer Nicolai Mladenoff, 5. Dan), Kobudō (Trainer Eckart Josephs, 2. Dan) und Vovinam Viêt Võ Dao (Trainer Dietmar Thom, 4. Dan).

### Gymnastik/Fitnessstudio
Die Gymnastikabteilung bietet mit 65 Trainingseinheiten pro Woche ein sehr umfangreiches Sportspektrum an. Zielrichtung ist der Breitensport für alle Altersgruppen (16 bis 90 Jahre), wobei sowohl traditionelle als auch Trendbezogene Sportarten berücksichtigt werden.
Gymnastikangebote nach Schwerpunkt:
| Kraft                      | Ausdauer                  | Koordination  | Gesundheit        |
| -------------------------- | ------------------------- | ------------- | ----------------- |
| Bauch-Beine-Po             | Ausgleichsgymnastik       | BOKWA®        | Ballsport für 50+ |
| Bodystyling                | Fatburner                 | Dance-Aerobic | Fitness für 50+   |
| Functional Workout         | Fitnessgymnastik          | Modern Dance  | Nordic Walking    |
| Gerätturnen für Erwachsene | Kickbox-Aerobic           | Pilates       | Osteoporose Sport |
| Powergymn.+Stretch&Relax   | Lauftreff                 | Step & Style  | Rehasport         |
| Schlingentraining          | Power-Ausgleichsgymnastik | Step-Aerobic  | Rückenfit         |
| Wirbelsäule                | Ski-Gymnastik             | ZUMBA®        | Sanfte Gymnastik  |
|                            |                           |               | Stretching        |

Viele Ruheständler nutzen das Angebot vormittags oder in den frühen Nachmittagsstunden. Um den berufstätigen Mitgliedern ebenfalls ausreichend Möglichkeit zur sportlichen Betätigung zu geben, schließen die Trainingszeiten auch Abendstunden und das Wochenende mit ein. Durch ausschließlichen Einsatz zertifizierter Trainer wird die Qualitätssicherung gewährleistet.
Mit der Aufstockung des vorderen Gebäudes im Jahre 2013 wurde auch der Fitnessraum der TS Jahn und deutlich vergrößert und mit neuesten Geräten ausgestattet. Zu verschiedenen Zeiten erfolgen Einweisungsstunden für einen personalisierten Trainingsplan.

### Handball
Im Jahr 1920 fanden sich verschiedene Leichtathleten des damaligen TV Jahn zusammen und gründeten eine Handballmannschaft. Aber erst 1927 wurde eine eigene Handballabteilung gegründet. Die Männermannschaft wurde Kreismeister in der 2. Liga. Zur Spielzeit 1939/40 gelang der Aufstieg in die erstklassige Handball-Gauliga Bayern. Auch die Jugend- und Frauenmannschaften waren in diesen Spielzeiten im Vorderfeld zu finden. Diese guten Entwicklungen fanden durch den Zweiten Weltkrieg jedoch ein jähes Ende. Erst 1947 gab es wieder die Möglichkeit, Handball zu spielen. Mit den Fusionen der Turnerschaft München und der Handballmannschaft der Freien Turnerschaft Freimann bestand wieder die Möglichkeit, an die ersten Erfolge anzuknüpfen. 1954 stieg die Herrenmannschaft in die Landesliga auf, 1965 wurden sie Bezirksmeister. Die Damen starteten 1949 mit dem Spielbetrieb. 1972 und 1982 wurde der Aufstieg in die Bezirksklasse gefeiert und 1986 spielte man um den Aufstieg in die Bayerische Oberliga.
Mitte der 80er Jahre wurde vom Großfeld in Freimann in die Halle in der Weltenburger Straße gewechselt. Solange der Handballverband es zuließ, spielte man an beiden Standorten. Im Sommer draußen, im Winter in der Halle.
Die letzten großen Erfolge in der Jugend waren in der Saison 2005/2006, als sowohl die männliche A- als auch die männliche B-Jugend Meister im Bezirk Oberbayern wurden.
Aktuell gibt es im Jugendbereich drei männliche Mannschaften (D-, C- und B-Jugend) sowie eine Herrenmannschaft im Erwachsenenbereich, die in der Bezirksklasse spielt.
Ziel der Herrenmannschaft ist der Wiederaufstieg in die Bezirksliga. Für die Jugendmannschaften suchen wir immer wieder Verstärkung, die die Mannschaften erweitern.
Detaillierte Informationen zu Spielbetrieb und Spielplänen unserer Handballabteilung findet man beim BHV.

### Kindersportschule
Die KISS (Kindersportschule) ist eine der jüngsten Gruppen in der TS Jahn München. Sie wurde im Jahr 2003 gegründet, 2007 wurde ihr vom BLSV das offizielle Gütesiegel überreicht. Dies unterstreicht die Qualität der KISS im Jahn. Derzeit (Stand 2015) nehmen etwa 190 Kinder (von drei bis zehn Jahren) an den KISS-Stunden teil und erhalten von den qualifizierten Trainern eine vielseitige, gesundheitsorientierte und Sportarten übergreifende Grundausbildung.

### Lauftreff
Der Lauftreff wurde als einer der ersten in München im Jahr 1979 gegründet und verfügt über lange Erfahrung.
Seit 1992 konzentriert sich der Lauftreff wieder mehr auf den Breitensportaspekt und bietet Läufern jeder Leistungsklasse eine Trainingsmöglichkeit. In Zusammenarbeit mit der BR Abendschau nimmt der Lauftreff seit 2008 jedes Jahr an der Lauf10-Aktion teil.

### Leichtathletik
Die Leichtathletikabteilung schloss sich 2007 mit sieben weiteren Leichtathletikvereinen aus München (inzwischen 11 Mitgliedsvereine) zusammen. Sie startet seitdem ab der Altersklasse der 12-Jährigen unter dem Namen LG Stadtwerke München auf Wettkämpfen. Die Jahnathleten erzielen seit der Zusammenarbeit nicht nur auf regionaler Ebene im Schüler und Jugendbereich zahlreiche Erfolge. Inzwischen sind auch wieder Teilnahmen an der deutschen Meisterschaft dabei.
Diese Zusammenarbeit führte auch wieder zu einem stetigen Zuwachs an Mitgliedern. So gibt es inzwischen wieder 6 Trainingsgruppen im Schüler- und Jugendbereich. Das Training bei engagierten Trainern ermöglicht neben der Teilnahme an regionalen Meisterschaften auch Teilnahmen bei deutschen Meisterschaften.

### Rhythmische Sportgymnastik
Die RSG (Rhythmische Sportgymnastik) gibt es bei der Turnerschaft Jahn München bereits seit den 1960er Jahren.
In den letzten 50 Jahren wurden in den Einzel- und Gruppenwettkämpfen zahlreiche Oberbayerische und Bayerische Meistertitel gewonnen. Die Gymnastinnen qualifizierten sich auch für die Teilnahme an den Bundeswettkämpfen und gewannen hier mehrere Titel. Diese Erfolge bestätigen eine gute Nachwuchsarbeit im Verein.
In den Anfängerstunden sind immer wieder viele talentierte Mädchen, die die Tradition der Turnerschaft Jahn München fortsetzen wollen.

### Tennis
Der Tennisspielbetrieb findet auf beiden Anlagen statt: An der Weltenburger Straße 53 stehen 8 Sandplätze ausschließlich für Mitglieder der Tennisabteilung zur Verfügung; an der Freisinger Landstraße können die drei Sandplätze auch von Gastspielern bespielt werden.

### Tischtennis
Tischtennis ist eine kleine Abteilung mit etwa 70 Mitgliedern in der großen Jahn Familie. Erwachsene und Jugendliche trainieren mehrmals die Woche in der Mehrzweckhalle. Zurzeit (Stand 2015) nehmen 4 Herrenmannschaften am Spielbetrieb teil. Die 1. Mannschaft spielt in der 2. Kreisliga, die 2. Mannschaft spielt in der 3. Kreisliga. Die weiteren zwei Mannschaften spielen in der 4. Kreisliga.

### Turnen
Die Turnabteilung ist eine der Gründungsabteilungen der TS Jahn. Während in der Gründerzeit die männlichen Sportler dominierten, sind es in der Gegenwart die Sportlerinnen, die den Leistungsbereich der Turnabteilung bestreiten. Die ca. 100 aktiven Turnerinnen sind bis auf Bayernebene im Bayerischen Turnverband e. V., Turngau München aktiv und können zahlreiche Erfolge aufweisen. Um den Nachwuchs zu sichern, bietet die Turnabteilung „Eltern-und-Kind-Turnen“ sowie Kleinkinderturnstunden an. Zusätzlich gibt es ein „Erwachsenen-Turnen“ für Männer und Frauen, um den Breitensport zu bedienen. Die vereinseigene Jahresabschlussveranstaltung wird in wesentlichen Teilen von der Turnabteilung durch selbst choreographierte Leistungsshows gestaltet.

### Volleyball und Beachvolleyball
Die Volleyballabteilung wurde 1977 gegründet. Angefangen hat es mit einer Damenmannschaft und einer Herrenmannschaft, die bis in die Bayernliga aufgestiegen ist.
Die Jugendarbeit begann 1980. Einige Jugendliche haben es bis in die 1. und 2. Bundesliga geschafft.
Auch im Freizeitbereich war und ist man sehr aktiv. Zur Zeit trainieren zwei Mannschaften dreimal in der Woche.
1994 wurden in Eigeninitiative zwei Beachvolleyballfelder errichtet. Hier wurden schon Bayerische Mixed-Meisterschaften ausgerichtet.
Momentan nehmen zwei Erwachsenenmannschaften und 8 Jugendmannschaften am Spielbetrieb teil.

### Weitere Abteilungen
- Tanzen

### Frühere Abteilungen
- Hockey: Die Mitglieder der 1907 gegründeten Abteilung im TV Jahn[8] wechselten 2001 zum Akademischen Sportverein München.[9]
- Eishockey: Die Hockey-Abteilung des TV Jahn spielte anfangs auch Eishockey und wurde unter anderem 1912 Münchner Meister.[10] Nach dem Ersten Weltkrieg nahm man im Dezember 1925 wieder das Eishockeyspiel auf.[11]
- Faustball: Die seit 1903 existierende Mannschaft[8] bildeten eine 1957[12] aufgelöste Abteilung im TS Jahn.[13][14]
- Fußball: Wegen Austritt des FC Bayern München als Fußballabteilung beim Münchner SC erfolgte 1919 ein geschlossener Übertritt zum TV Jahn. Dadurch wurde eine Umbenennung notwendig in Turn- und Sportverein Jahn München. Im Frühjahr 1924 wurden beide Vereine im Zuge der reinlichen Scheidung wieder getrennt.[8]